# Procerocymbium
Procerocymbium és un gènere d'aranyes araneomorfes de la subfamília Erigoninae, dins de la família Linyphiidae . Es poden trobar a Rússia i el Canadà.
Fou descrit per primera vegada per Kiril Ieskov l'any 1989.

## Llista d'espècies
Segons The World Spider Catalog 12.0:
- Procerocymbium buryaticum Marusik & Koponen, 2001 (Rússia)
- Procerocymbium dondalei Marusik & Koponen, 2001 (Rússia i el Canadà)
- Procerocymbium jeniseicum Marusik & Koponen, 2001 (Rússia)
- Procerocymbium sibiricum Eskov, 1989 (Rússia) (Espècie tipus)